# Cafétite
La cafétite ou cafetite est un minéral d'oxyde de titane rare de formule chimique CaTi2O5- H2O, (auparavant (Ca,Mg)(Fe,Al)2Ti4O12.4H2O ; le nom reflète la teneur en Fe, qui s'est avéré ne pas être essentielle. Sa composition est à l'origine de son nom Ca-Fe-Ti). Son symbole IMA est Cft.

## Gisements
Elle a été décrite pour la première fois en 1959 pour une occurrence dans le massif d'Afrikanda, dans la péninsule de Kola, au nord de la Russie,. Elle est également signalée dans les massifs des Khibiny et Kovdor de la péninsule de Kola, dans le comté de Meagher, au Montana aux États-Unis et dans les Alpes italiennes.

## Environnement
Elle se trouve dans les pegmatites d'une intrusion de pyroxénite sous forme de cristaux dans des cavités miarolitiques et est associée à l'ilménite, à la magnétite titanifère, à la titanite, à l'anatase, à la pérovskite, à la baddeleyite, à la phlogopite, au clinochlore et à la kassite.

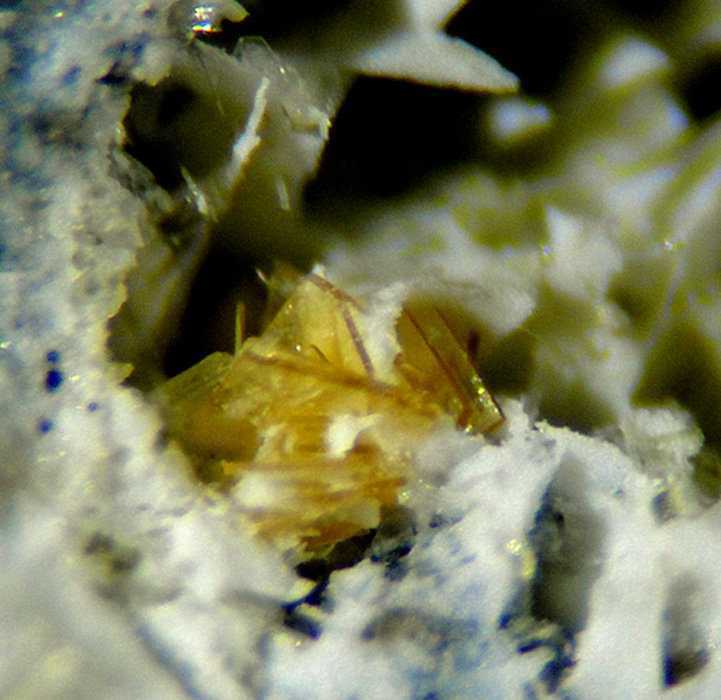
Échantillon de Val di Serra Quarry, Pilcante en Italie